# I Love L.A.
Pour plus de détails, voir Fiche technique et Distribution.
I Love L.A. (L.A. Without a Map) est un film réalisé par Mika Kaurismäki, sorti en 1998.

## Synopsis
Barbara, une jeune actrice à la conquête d'Hollywood, a une brève liaison avec Richard, le croque-mort d'une petite ville du nord de l'Angleterre qui a également écrit un roman qui n'a jamais été publié. À son retour à Los Angeles, Barbara raconte à tout le monde qu'elle a rencontré un séduisant écrivain anglais mais les choses se compliquent pour elle lorsque Richard se décide à la retrouver à Hollywood.

## Fiche technique
- Réalisation : Mika Kaurismäki
- Scénario : Richard Rayner et Mika Kaurismäki
- Photographie : Michel Amathieu
- Montage : Ewa J. Lind
- Musique : Sébastien Cortella
- Sociétés de production : Dan Films, Euro American Films S.A. et Marianna Films
- Pays d'origine :  France,  Royaume-Uni,  Finlande
- Langue originale : anglais, français
- Format : couleur - 2,35:1 - Dolby Digital
- Genre : comédie romantique
- Durée : 107 minutes
- Dates de sortie : 
  - Festival international du film de Toronto : 11 septembre 1998
  - France : 28 juillet 1999
  - Finlande : 27 août 1999
  - Royaume-Uni : 17 septembre 1999

## Distribution
- David Tennant : Richard
- Vinessa Shaw : Barbara
- Julie Delpy : Julie
- Vincent Gallo : Moss
- Cameron Bancroft : Patterson
- James LeGros : Takowsky
- Saskia Reeves : Joy
- Lisa Edelstein : Sandra
- Joe Dallesandro : Michael
- Jean-Pierre Kalfon : Jean-Mimi
- Amanda Plummer : la propriétaire de la piscine
- Jerzy Skolimowski : le prêtre
- Johnny Depp : lui-même / William Blake
- Anouk Aimée : elle-même
- Robert Davi : lui-même
- Monte Hellman : lui-même

## Accueil
Le film a réalisé un peu plus de 110 000 entrées en Europe dont plus de 51 000 en Allemagne et 18 000 en Finlande.